# Argostemma roemeri
Argostemma roemeri är en måreväxtart som beskrevs av Theodoric Valeton. Argostemma roemeri ingår i släktet Argostemma och familjen måreväxter. Inga underarter finns listade i Catalogue of Life.